# 김재구 (바둑 기사)
김재구(金在九, 1938년 10월 13일~2021년 12월 20일)는 대한민국의 바둑 기사이다. 한시에 조예가 깊었으며 그의 아버지였던 김명환 4단과 함께 ‘부자 기사’로 유명했다.
전라남도 장성군 출신으로 1958년에 입단하였다. 1969년 제9기 패왕전과 제14기 국수전에서 준우승을 차지한 바 있으며 특히 입단하자마자 국수전 본선에 진출해 화제를 모은 바 있다. 경기도 고양시의 한국기원 일산지원에 고양시 지역 바둑보급 활성하에 기여했다.

## 학력
- 성균관대학교 유학과(1976학번)

## 본선
- 1958년: 입단. 국수전 본선(13~18회까지 6회 연속 진출)
- 1964년: 패왕전 본선(통산 7회)
- 1969년: 제9기 패왕전 준우승. 제14기 국수전 준우승
- 1971년: 왕위전 본선. 최고위전 본선(통산7회)
- 1981년: 왕위전 본선
- 1982년: 왕위전 본선
- 1983년: 제1기 대왕전 본선
- 1986년: 제17기 명인전 본선
- 1989년: 1989년 제1회 동양증권배 본선, 제6기 박카스배, 제8기 KBS 바둑왕전 본선
- 1990년: 제9기 KBS 바둑왕전 본선
- 1991년: 제10기 바둑왕전 본선
- 1993년: 제16기 국기전 본선
- 1995년: 8단 승단
- 2009년: 2009년 3월 31일 은퇴
- 한세실업배 대학동문전 본선